# Ciguli
Ciguli (in bulgaro: Джигули, Giguli in italiano), pseudonimo di Kapsov Achmed Angel Jordanov (pronuncia in bulgaro: [d͡ʒʰːiɣuli], pronuncia in italiano:[t͡ʃiɡuli]); Haskovo, 1957 – Sofia, 1º novembre 2014), è stato un cantante bulgaro.
Noto soprattutto per le sue canzoni Binnaz, Şiki Şiki Baba e Yapma Bana Numara!, era conosciuto anche come fisarmonicista di Sibel Can e İbrahim Tatlıses.

## Album
- 1998 - Çalgıcı Karısı Binnaz
- 2001 - Horozum
- 2002 - Şiki şiki baba
- 2010 - Safinaz Tersoyum